# Real Sociedad de Carreras de Caballos de Sanlúcar
La Real Sociedad de Carreras de Caballos de Sanlúcar (también y oficialmente, Real Sociedad de Carreras de Caballos de Sanlúcar de Barrameda) es una entidad española fundada como Sociedad de Carreras de Caballos de Sanlúcar el 20 de septiembre de 1845 en Sanlúcar de Barrameda, provincia de Cádiz con el objetivo inicial de fomentar la «raza caballar andaluza». En la actualidad, el más importante evento que realiza la institución son las carreras de caballos de Sanlúcar, en el entorno del parque nacional de Doñana.

## Historia
La sociedad se dedicaba a proteger la cría caballar, clave en el desarrollo de la agricultura andaluza. Su vinculación con el tiempo a las carreras de caballos enlaza con el origen de las mismas en Andalucía, que se remonta a las competiciones informales que realizaban los dueños de ganado equino utilizado para el transporte de pescado desde el antiguo puerto de Bajo de Guía hasta los mercados locales y de poblaciones cercanas. A lo largo del siglo XX las carreras de caballos en la playa de Sanlúcar organizadas por la sociedad alcanzaron una dimensión cada vez más importante. Esas carrera hoy (2019) se consideran las segundas en antigüedad reglamentadas en España y las más veteranas de cuantas se celebran en el país.
Tras un periodo en que su organización correspondió al Ayuntamiento de Sanlúcar de Barrameda, el año 1981 se refundó la antigua Sociedad de Carreras y, a partir de entonces, la sociedad asumió la dirección exclusiva del evento y consiguió una importancia nacional e internacional creciente. Así, las jornadas de competición se ampliaron a dos ciclos de tres días cada uno, se integraron en el circuito hípico nacional y recibieron un decisivo apoyo por parte de la Sociedad de Fomento de la Cría Caballar de España, que las hizo mundialmente famosas.
Las carreras están declaradas de Interés Turístico Internacional, han recibido el Premio al Mérito Turístico y el Premio Andalucía del Deporte. Por su parte la sociedad recibió la Medalla de Andalucía y obtuvo el título de Real Sociedad en 2016 por concesión de Felipe VI, rey de España.